# Hermann Witsius

Hermann Witsius

Hermann Witsius (auch: Herman Wits; * 12. Februar 1636 in Enkhuizen; † 22. Oktober 1708 in Leiden) war ein niederländischer reformierter Theologe, Philologe und Hochschullehrer für Theologie in Franeker, Utrecht und Leiden. Er machte sich einen Namen mit theologischen Schriften in lateinischer Sprache, die teilweise ins Englische übersetzt wurden. Seine Hauptschrift zur Bundestheologie von 1677 entfaltete vor allem im englischen Sprachraum eine größere Wirkung.

## Leben
Witsius war der Sohn des Magistratsbeamten, späteren Bürgermeisters und Ältesten der reformierten Gemeinde Claes Jacobsz Wits und dessen Frau Johanna Hermann, Tochter des kontraremonstrantischen Pfarrers in Enkhuizen Hermann Gerhard. Aufgewachsen in einem religiös geprägten Umfeld konnte er in seinen ersten Lebensjahren von seiner Familie gute Bedingungen und vielfältige Anregungen erhalten. Mit sechs Jahren wurde er in die Lateinschule seines Heimatortes eingeschult. Mit neun Jahren erhielt er von seinem Onkel Petrus Hermann, der als Prorektor der Lateinschule wirkte, Privatunterricht und erlernte die Sprachen Lateinisch, Griechisch und Hebräisch.
Nach abgeschlossener Grundausbildung bezog er 1651 er die Universität Utrecht. Hier absolvierte er zunächst philosophische Studien bei Paulus Voet und hörte die Vorlesungen von Johann Leusden in den orientalischen Sprachen. Bald aber besuchte er auch die theologischen Vorlesungen von Gisbert Voetius, Andreas Essenius und Johannes Hoornbeek. Vor allem aber hatte ihn Leusden in jener Zeit gefördert, so dass er bereits als Achtzehnjähriger die Dissertation de Judaeorum et Christianorum Messia in aller Öffentlichkeit in hebräischer Sprache verteidigen konnte.
Zudem beschäftigte er sich auch mit den Schriften des Johannes Coccejus und hatte durch die Anleitung des Utrechter Pfarrers Justus van den Bogaerdt ein tiefes Verständnis für die theologischen Grundpositionen jener Zeit erhalten. Am 20. November 1654 immatrikulierte er sich an der Universität Groningen, wo er die Vorlesungen von Samuel Maresius (1599–1673) besuchte und sich vor allem im Predigen in französischer Sprache übte. Seine Studien wollte er nach einem Jahr bei Coccejus in Leiden fortsetzen. Jedoch eine dort herrschende Seuche hinderte ihn daran.
Stattdessen kehrte er 1655 nach Utrecht zurück, wo er im Oktober desselben Jahres unter Leusden die Disputation Theses de S. S. Trinitate ex Judaeis contra Judaeos verteidigte. Nachdem er im Mai 1656 sein theologisches Examen beim Utrechter Ministerium bestanden hatte, wurde er 1657 Pfarrer im friesischen Westwoud. Hier heiratete er 1660 Aletta von Borchorn († 1684) und verfasste sein erstes eigenes Werk Judaeus christianizans circa principia fidei et S. S. Trinitatem (Utrecht 1660). In gleicher Eigenschaft als Pfarrer war er 1661 in Wormer, 1666 in Goes und ab 1668 in Leeuwarden aktiv.
In allen Wirkungsstätten hatte er sich als guter Kanzelredner bewährt, begleitete die Gemeindemitglieder in verschiedensten Lebenslagen und konnte diesen in der Auslegung der Bibel zahlreiche Hinweise zur Gestaltung ihres Lebens als Katechet mitgeben. An seinem letzten Wirkungsort Leeuwarden geriet er mit seinem Amtskollegen Johann van der Waeijen in die theologische Bedrängnis der Anhänger des Jean de Labadie. Dies veranlasste beide, die Schrift Ernstige betuiginge van J. v. d. W. en H. W. aan de afdwalende kinderen der kerke, tot wederlegginge van de gronden van J. de Labadie en de syne (Amsterdam 1670) aufzusetzen.
Vor allem aber hatte er in jener Zeit ein vielfach aufgelegtes und damals gern gelesenes Werk Twist des Heeren mit sijn Wyngaert . . . (Leeuwarden 1669, 1671, u.ö) verfasst. Darin äußert er sich gegen die Sünden seiner Zeit, vor allem gegen die antichristliche cartesianische Philosophie des René Descartes. Dabei war ihm vor allem die Entheiligung des Sabbats aufgestoßen und er verwehrte sich auch gegen die Anhänger des Coccejus, die die Einhaltung des heiligen Ruhetags nur als Zeremonie ansahen. Während dieser Streitigkeiten hatte sich Witsius einen Ruf als wissenschaftlich arbeitender und ernster Theologe erworben.
So entschloss man sich am friesischen Statthalterhof dazu, ihn als Professor der Theologie am 7. März 1675 an die Universität Franeker zu berufen. Diese Stelle trat er am 15. April des gleichen Jahres mit der Rede Oratio exhibens specimen veri ac sinceri theologi (Utrecht 1692, Herborn 1712, Leiden 1736) an und promovierte kurz darauf am 21. März zum Doktor der Theologie. Aus vielen Bereichen Europas zogen Studenten nach Franeker, die seine Vorlesungen besuchten. Zudem hatte er dort auch das Amt eines Predigers übernommen. Am 1. März 1680 beriefen ihn die Kuratoren der Universität Utrecht als Professor der Theologie und Prediger in Utrecht an ihre Hochschule.
Dieses Amt trat er am 29. April des gleichen Jahres mit der Rede Oratio de praestantia veritatis evangelicae an. Hier beteiligte er sich an den organisatorischen Aufgaben der Akademie und war in den Jahren 1686/87 sowie 1697/98 Rektor der Alma Mater. Am 8. Juli 1698 berief man ihn auf Verlangen des Statthalters Wilhelm III. von Oranien, den er bereits auf eines Gesandtschaft in England 1685 kennengelernt hatte und dem er sein Hauptwerk de oeconomia foederum gewidmet hatte, als Theologieprofessor und Pfarrer an die Universität Leiden. Dieses Amt trat er am 16. Oktober des gleichen Jahres mit der Rede Oratio de theologo modesto an. Im Folgejahr wurde er am 18. September Leiter des Staten Collegiums, trat aus Altersgründen am 9. Oktober 1707 von seinen Ämtern zurück und starb im Folgejahr.

## Wirken
Witsius hatte sich schwerpunktmäßig auf dem Gebiet der systematischen Theologie bewegt. Sein Hauptwerk ist De oeconomia foederum Die cum hominibus libri IV (Leeuwarden 1677, 1685, Amsterdam 1694, Herborn 1712, Basel 1739, zwei niederländische Übersetzungen und eine englische Übersetzung unter dem Titel: The oeconomy of the covenants, London 1822). Dieses Werk hatte er verfasst, da ihm die teilweise gehässigen Streitigkeiten zwischen den Anhängern des Gisbert Voetius und seiner näheren Reformation und den Anhängern des Johannes Coccejus widerstrebten. Er selbst war ein Glied der föderalistischen Schule. Dennoch war er keineswegs blind gegenüber dem Wert eines scholastisch festgestellten kirchlichen Dogmensystems und er wurde so zu einer vermittelnden Person der reformierten Orthodoxie und des Föderalismus. Als biblischer Ireniker vereinfachte er das formelle Schema des Föderalsystems von Coccejus und hatte sich als eleganter Philologe einen Namen erworben.
Zwei seiner Werke (Exercitationum academicarum maxima ex parte historico 1694, und Miscellaneorum sacrorum libri IV 1692) wurden per Dekret der römisch-katholischen Glaubenskongregation 1701 auf den Index gesetzt.

## Schriften (Auswahl)
- De judaeorum et christianorum messia, Utrecht 1654.
- De S.S. trinitate ex judaeis contra judaeos probanda, Utrecht 1655.
- Judaeus christianizans circa principia fidei et S.S. Trinitatem, Utrecht 1660/1661.
- De practijk des christendoms, voorgestelt in vragen en antwoorden, mitsgaders geestelijke printen van enen onwedergeboren op zijn beste en een wedergeboren op zijn slegtste, Utrecht 1665.
- mit J. van der Waeyen: De twist des Heeren met sijn wijngaart, Leeuwarden 1669.
- Eene ernstige betuiginge aan de afdwalende kinderen der kerke, tot wederlegginge van de gronden van J. de Labadie en de sijne, Amsterdam 1670.
- Afscheydtpredikatie, Leeuwarden 1675.
- De oeconomia foederum Dei cum hominibus libri IV, Leeuwarden 1677; Forgotten Books, 2018, ISBN 978-1-396-23485-9.
- Diatribe de septem epistolarum apocalypticarum sensu historico et prophetico, Franeker 1678.
- Exercitationes sacrae in symbolum quod apostolorum dicitur et in orationem Dominicam, Franeker 1681; Forgotten Books, 2018, ISBN 978-0-366-27149-8.
- Aegyptiaca et Δεχάφυλον sive de Aegyptiorum sacrorum cum hebraicis collatione libri III,  Gerardus Borstius, Amsterdam 1683 und 1896; Joh. Rudolph Im-Hoff, Basel 1739.
- Dissertatio epistolica ad Ulr. Huberum de S.S. auctoritate divina ex sola ratione adstruenda, Utrecht 1687.
- Dissertationes duae de theocratia Israëlitarum et de Rechabitis, Utrecht 1690.
- Miscellanea sacra, Utrecht 1692; Band 2, 1700.
- Excercitationum academicarum XII, Utrecht 1694.
- Lijkrede op koningin Maria, Utrecht 1695.
- Meletemata leidensia, Leiden 1703.
- Disquisitio de Paulo Tarsensi, cive romano, Leiden 1704.
- Van de Opera omnia verscheen een uitgave, Basel, Band 2, 1739.
- Schediasma theologiae practicae, Groningen 1729.

### Englische Übersetzungen
- A Treatise on Christian Faith, London 1761.
- On the Character of a True Theologian, James Wood, Edinburgh, 1856 und 1877 (übersetzt von John Donaldson).[4]
- The Question: Was Moses the Author of the Pentateuch Answered in the Affirmative, 1877; Forgotten Books, 2018, ISBN 978-0-483-25603-3.
- The Major Works of Herman Witsius, Reformation Heritage Books.[5]
  - Economy of the Covenants Between God and Man, 2 Bände, R. Baynes, London 1822; Phillipsburg 1990; Kessinger Publishing, 2007, ISBN 978-0-548-55720-4; Forgotten Books, 2017, ISBN 978-0-331-83305-8.[6]
  - Sacred Dissertations on the Apostles' Creed, 2 Bände, Independently, 2022, ISBN 979-8-430-92961-9.
  - Sacred Dissertations on the Lord's Prayer, 1 Band, Legare Street Press, 2022, ISBN 978-1-015-97767-9; Outlook Verlag, 2024, ISBN 978-3-368-75410-5.